# Ralph Blane
Ralph Blane (Broken Arrow (Oklahoma), Estados Unidos, 26 de octubre de 1914-ídem, 13 de noviembre de 1995) fue un letrista y compositor de canciones estadounidense, especialmente recordado por haber compuesto las canciones The Boy Next Door, Have Yourself a Merry Little Christmas y The Trolley Song, en las que colaboró con Hugh Martin, para la película Cita en San Luis de 1944, protagonizada por Judy Garland.
Está incluido en el Salón de la Fama de los Compositores.

## Premios y distinciones
Premios Óscar
| Año  | Categoría              | Canción                | Película         | Resultado |
| ---- | ---------------------- | ---------------------- | ---------------- | --------- |
| 1945 | Mejor canción original | «The Trolley Song»     | Cita en San Luis | Nominado  |
| 1948 | Mejor canción original | «Pass That Peace Pipe» | Good News        | Nominado  |